# Proud Words on a Dusty Shelf
Proud Words On a Dusty Shelf è il primo album solista di Ken Hensley, già noto per la sua militanza negli Uriah Heep.

## Tracce
Lato A
1. When Evening Comes (Bolder, Box, Hensle) – 6:02
2. For Time To Time (Hensley) – 5:49
3. King Without a Throne (Hensley) – 5:26
4. Rain (Bolder) – 5:03

Lato B
1. Fortune (Hensley) – 3:57
2. Black Hearted Lady (Bolder, Box, Hensley) – 4:54
3. Go Down (Hensley) – 5:57
4. Cold Autumn Sunday (Bolder) – 5:45
5. Been Hurt (Hensley) – 3:57
6. The Last Time (Wainman, Mybill) – 3:27

## Formazione
- Ken Hensley - voce, tastiera, chitarra, basso acustico, percussioni
- Gary Thain - basso
- Lee Kerslake - batteria